# تام بروک
تام بروک (انگلیسی: Tom Brooke؛ زادهٔ ۱۹۷۸) یک هنرپیشه اهل بریتانیا است. وی از سال ۲۰۰۴ میلادی تاکنون مشغول فعالیت بوده‌است.
از فیلم‌ها یا برنامه‌های تلویزیونی که وی در آن نقش داشته‌است می‌توان به متصدی لباس،  نکته باریک، واعظ، مرگ استالین، شرلوک، صعود، قایقی که راک پخش می‌کرد و محافظ شخصی اشاره کرد.